# Jaśniejąca
Jaśniejąca – utwór muzyczny wykonywany przez polski zespół muzyczny Anieli z gościnnym udziałem polskiej piosenkarki Nosowskiej. Pochodzi z debiutanckiego albumu studyjnego grupy, Blask (2022). 21 stycznia 2022 został wydany jako pierwszy promujący go singel.

## Historia
Zespół Anieli powstał w 2020 z inicjatywy Katarzyny Nosowskiej. Początkowo miał się składać z niej, jej przyjaciółki Joanny Prykowskiej i męża Pawła Krawczyka. Nosowska postanowiła zrezygnować z udziału w grupie, ale zaśpiewała gościnnie w „Jaśniejącej”. Prykowska napisała utwór w uznaniu przyjaźni z Nosowską, zapoczątkowanej podczas wspólnych występów w chórze Politechniki Szczecińskiej w okresie nastoletnim.

To wehikuł czasu, który ożywia wspomnienia. Dla mnie i Kasi to nasza młodość. Wtedy zaczęłyśmy się przyjaźnić, mając 16–17 lat. Udało się nam stworzyć ten wehikuł, przeniosłyśmy się w czasie. Przyjaźń, która kiedyś wyrosła – udało się nam przenieść ją na rzeczywistość.

Singel został wydany 21 stycznia 2022. 29 kwietnia 2022 Anieli i Nosowska wykonali go wspólnie podczas gali Fryderyki 2022, emitowanej na żywo w TVN.
14 listopada 2022 został wydany remiks utworu autorstwa Miguela Maquiny.

## Teledysk
Teledysk do „Jaśniejącej” został wydany 21 stycznia 2022, równocześnie z singlem. Został wyreżyserowany przez Anitę Trzynę i Kubę Lorenca, a zdjęcia odbyły się w Szczecinie, skąd pochodzą Nosowska i Prykowska. W wideoklipie wystąpiła cała trójka wykonawców oraz Zuta Lipowicz i Katarzyna Marchalewska.

## Notowania
| Lista (2022)                | Najwyższa pozycja |
| --------------------------- | ----------------- |
| Lista Radia 357             | 2                 |
| Szczecińska Lista Przebojów | 9                 |

## Personel
Źródło:
- Michał Gajko – miksowanie, mastering
- Paweł Krawczyk – gitara, syntezatory, programowanie, muzyka, produkcja muzyczna
- Katarzyna Nosowska – śpiew
- Joanna Prykowska – śpiew, muzyka, tekst